# Devils Lake, Dakota de Nord
Devils Lake este sediul comitatului Ramsey (conform originalului din engleză, Ramsey County), unul din cele 53 de comitate ale statului american Dakota de Nord. Populația fuses de 7.141 de locuitori la recensământul din anul 2010. Devils Lake a fost fondat în 1882.